# US Alessandria Calcio
Die Unione Sportiva Alessandria Calcio 1912 ist ein italienischer Fußballverein aus Alessandria im Piemont.
Der Verein wurde im Februar 1912 gegründet und trägt aufgrund der grauen Spielkleidung den Spitznamen „I Grigi“ („Die Grauen“). Der Klub spielte zwischen 1929 und 1960 13 Saisons in der Serie A, ihre beste Tabellenposition war der sechste Platz, den sie in den Spielzeiten 1929/30 und 1931/32 erreichten.

## Geschichte
Im Jahr 1896 wurde der erste Sportverein in Alessandria, die Unione Pro Sport, gegründet. Später folgten Forza e Concordia und Forza e Coraggio. Während Unione Pro Sport und Forza e Concordia nach 1900 sich zurückzogen, eröffnete Forza e Coraggio im Jahr 1912 seine Fußballsektion Foot Ball Club Alessandria, die so der erste Fußballklub der Stadt wurde. Die ersten Trikots der Mannschaft waren weiß und hellblau. Im November 1920 fusionierte der Foot Ball Club Alessandria mit einer anderen Fußballmannschaft der Stadt, der Unione Sportiva Alessandrina, die im Jahr 1915 gegründet wurde. Der neue Klub wurde Unione Sportiva Alessandria genannt und spielte in grauen Trikots.

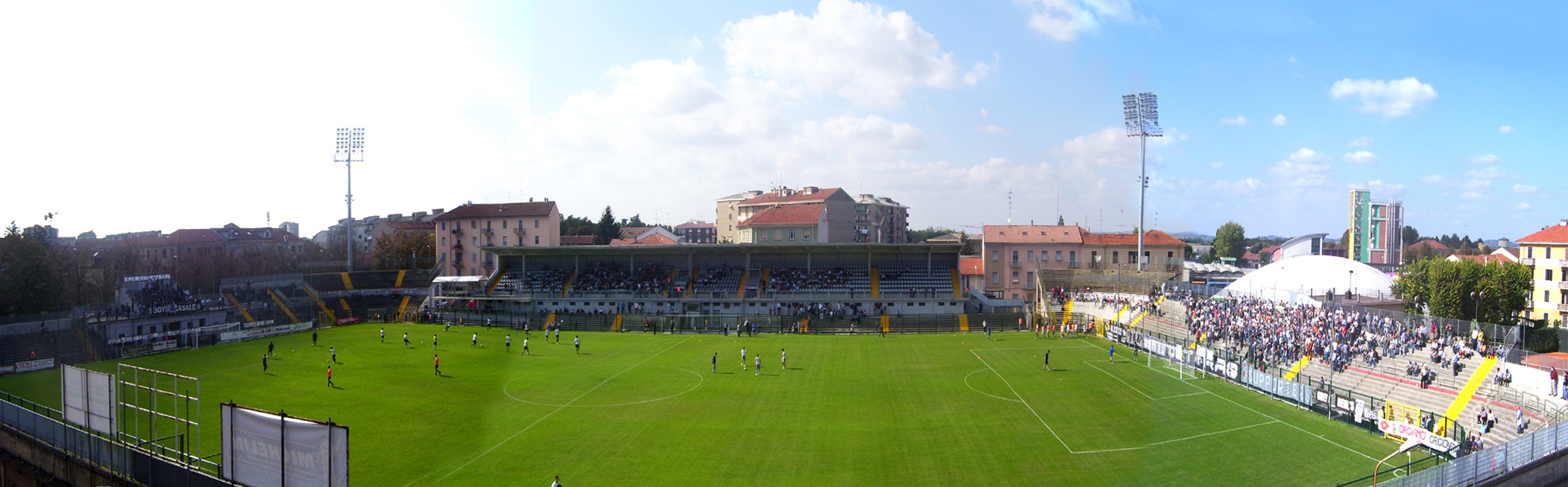
Das Stadio Giuseppe Moccagatta

Das Team war in der Spielzeit 1929/30 eines der Gründungsmitglieder der Serie A, in der es in den folgenden acht Saisons spielte und 1929/30 sowie 1931/32 jeweils den sechsten Platz erreichte. In der Saison 1936/37 stieg man jedoch in die Serie B ab, in der folgenden Spielzeit erreichten die Grigi hier zwar den ersten Platz, verloren aber die beiden Relegationsspiele gegen den FC Modena und Novara Calcio.
Zur Saison 1946/47 kehrte die US Alessandria wieder in die Serie A zurück, stieg aber nach zwei Jahren wieder ab. Zwischen 1957 und 1960 verbrachte der Klub seine letzte Periode in der höchsten italienischen Spielklasse. In dieser Zeit, nämlich Jahr 1958 debütierte der wahrscheinlich berühmteste Spieler der Vereinsgeschichte, Gianni Rivera, im Spiel gegen Inter Mailand im grauen Dress. Nach dem Abstieg im Jahr 1960 wechselte dieser jedoch zum AC Mailand und wurde zu einem der weltbesten Fußballer seiner Zeit.
Danach spielte man einige Jahre in der Serie B, bevor man im Jahr 1967 in der Serie C und damit in der fußballerischen Bedeutungslosigkeit verschwand. Den bisherigen Tiefpunkt der Vereinsgeschichte stellte dann der Abstieg in die Serie D in der Saison 2002/03 dar, dem der Bankrott des Klubs folgte.
Daraufhin wurde ein neuer Verein, die Unione Sportiva Alessandria Calcio 1912 als direkter Nachfolger des alten Klubs gegründet. In der Saison 2003/04 meldete dieser für die Eccellenza, einer regionalen Amateurliga, die man prompt gewann und in die Serie D aufstieg. In der Saison 2007/08 erreichte man den ersten Platz in der Gruppe A der Serie D und schaffte damit den Aufstieg in die neue Lega Pro Seconda Divisione.
In der Saison 2013/14 gelang Alessandria der Aufstieg in die Serie C. In den kommenden Jahren etabliert Alessandria sich in der oberen Tabellenhälfte.
Am 18. Januar 2016 erreichte mit Alessandria Calcio erstmals seit 30 Jahren eine Mannschaft aus der dritten italienischen Liga, der Lega Pro, das Halbfinale der Coppa Italia. Die Mannschaft von Angelo Grugucci besiegte im Viertelfinale den Zweitligisten Spezia Calcio mit 2:1. In der Saison 2016/17 wurde man Zweiter und verpasste nur knapp den Aufstieg in die Serie B. In der Saison 2020/21 wurde Alessandria erneut Zweiter. In den Playoffs musste Alessandria gegen Calcio Padova spielen. Nach zwei torlosen Spielen setzte sich Alessandria mit 5:4 im Elfmeterschießen durch und stieg zur Saison 2021/22 in die Serie B auf.

## Ehemalige Spieler
- Adolfo Baloncieri
- Giancarlo Bercellino
- Luigi Bertolini
- Pierpaolo Bisoli
- Felice Borel
- Andrea Cambiaso
- Giancarlo Camolese
- Carlo Carcano
- Massimo Carrera
- Enrico Fantini
- Giovanni Ferrari
- Giuseppe Iachini
- Riza Lushta
- Virgilio Maroso
- Giuseppe Moro
- Bruno Nicolè
- Sergio Porrini
- Pietro Rava
- Gianni Rivera
- Francesco Rizzo
- Gaetano Salvemini
- Árpád Weisz
- David Bettoni

## Ehemalige Trainer
- Camillo Achilli
- Federico Allasio
- Gino Armano
- Heinrich Bachmann
- Dino Ballacci
- Adolfo Baloncieri
- Elvio Banchero
- Felice Borel
- Giulio Cappelli
- Carlo Carcano
- Anton Cargnelli
- Sergio Castelletti
- Renato Cattaneo
- Aristide Coscia
- Mario David
- Enzo Ferrari
- Angelo Franzosi
- Gian Piero Ghio
- Lajos Kovács
- Giacomo Losi
- Sergio Manente
- Giuseppe Marchioro
- Claudio Maselli
- Ferruccio Mazzola
- Ferenc Molnár
- Giacomo Neri
- Corrado Orrico
- Dino Pagliari
- Pasquale Parodi
- Roberto Pruzzo
- Ettore Puricelli
- Augusto Rangone
- Pietro Rava
- Béla Révész
- Giorgio Roselli
- Giuseppe Sabadini
- Maurizio Sarri
- Carlo Soldo
- Mario Sperone
- Karl Stürmer
- László Székely
- Carlo Tagnin
- Mario Trebbi
- Franco Viviani
- Árpád Weisz